# Univerzita v Perugii
Univerzita v Perugii (Università degli Studi di Perugia) je veřejná univerzita se sídlem v italské Perugii. Jako studium generale byla založena v roce 1308 bulou vydanou papežem Klementem V.
Oficiální pečeť univerzity zobrazuje sv. Herculana, jednoho ze místních světců, a stojícího korunovaného gryfa, což je symbol města: představují církevní a civilní moc, které ve středověku přispěly ke vzniku univerzity.

## Historie
Jako studium generale byla univarzita ustavena 8. září 1308 bulou „Super specula“ Klementa V. Artistická škola zde existovala již kolem roku 1200. V ní se brzy vyučovala medicína a právo se silnou podporou města, vyjádřenou oficiálními dokumenty městské rady v Perugii. Před rokem 1300 tu působilo několik universitates scholiarum. Jacobus de Belviso, slavný občanský právník, zde učil od roku 1316 do roku 1321. Bulou z 1. srpna 1318 udělil Jan XXII. škole privilegium udělovat tituly v oboru občanského a kanonického práva, k čemuž 18. února 1321 přibyly medicína a svobodná umění.
19. května 1355 vydal císař Karel IV. listinu, kterou potvrdil papežská privilegia a povýšil školu na úroveň císařské univerzity. Tento neobvyklý projev přízně měl Perugii pomoci po strašných morových ranách z let 1348–49. V roce 1362 kardinál Nicolò Capocci založil kolej Collegium Gregorianum (později nazývanou Sapienza vecchia) pro čtyřicet mladých lidí. Řehoř XI. udělil 11. října 1371 výsady studia generale nové teologické fakultě. Tato fakulta byla zrušena v roce 1811 a její majetek byl předán univerzitě. V roce 1829 byla na univerzitu převedena kolej Sapienza nuova, kterou založil biskup z Recanati Benedetto Guidalotti v roce 1426 se souhlasem Martina V. jako Collegio di S. Girolamo. Byla to bezplatná ubytovna pro nemajetné cizince, kteří chtěli studovat právo a medicínu. Francouzi ji zrušili v roce 1798, ale byla znovu otevřena v roce 1807 Piem VII. jako Collegio Pio. V konstituci z 27. srpna 1824 z ní Lev XII. učinil hlavní kolej univerzity.
Se sjednocením Itálie v roce 1860 byla univerzita umístěna pod jurisdikcí rektora a městské rady, která vydávala stanovy podléhající schválení vládou. Od roku 1944 do současnosti získala Univerzita v Perugii pověst jedné z předních univerzit v Itálii.
V době Napoleona I. univerzita získala starý klášter olivetánů na Monte Morcino, kde pak byla fakulta matematiky až do roku 1884. Stanovy perugijské univerzity se řídí vzorem Boloňské univerzity. Počet studentů v různých dobách byl: 142 v roce 1339, 79 v roce 1881, 350 v roce 1911.

## Organizace
Univerzita Perugia se svými 16 fakultami a velkým výběrem studijních programů prvního a druhého stupně i jednoho cyklu nabízí své kurzy především v Perugii a Terni a specializované programy v regionu Umbrie ve městech Assisi, Foligno a Narni.
Výzkumné programy provádí 29 oddělení s celkem asi 1200 zaměstnanci na plný úvazek. Součástí činnosti univerzity je také 25 servisních organizací a výzkumných středisek a 11 knihoven s bohatými sbírkami a vybavením. Na akademický rok 2004–2005 bylo zapsáno celkem 31 000 studentů.

## Významní učitelé a absolventi
K univerzitním učitelům patřili:
- Johannes Andreas, kanonista
- Giuseppe Antinori, klasický filolog
- Jacobus de Belviso, právník
- Domenico Bruschi, botanik
- Francesco Coppola, politik
- Bernardo Dessau, fyzik
- Gentile da Foligno, lékař
- Albericus Gentilis, zakladatel mezinárodního práva
- Annibale Mariotti, lékař
- Luca Pacioli, otec účetnictví
- Cino da Pistoia, (1270-1336), básník a právník
- Francesco della Rovere, pozdější papež Sixtus IV.
- Bartolus de Saxoferrato, (1314–27), občanský právník
- Baldus de Ubaldis (jeho podoba je na všech diplomech)
- Annibale Vecchi, lékárník

Ke studentům univerzity patřili:
- papežové Mikuláš IV., Řehoř XI., Inocenc VII., Martin V., Pius III., Julius II., Julius III., Urban VII., Řehoř XIV., Klement VIII., Pavel V.
- Ruggero Oddi, lékař
- Michaëlle Jeanová, bývalá generální guvernérka Kanady
- Monica Bellucciová, herečka
- Suze Rotolo, umělkyne a přítelkyně Boba Dylana
- Pier Paolo Pandolfi, genetik a molekulární biolog